# جسر سكة الحديد التركية في وادي الأبيض

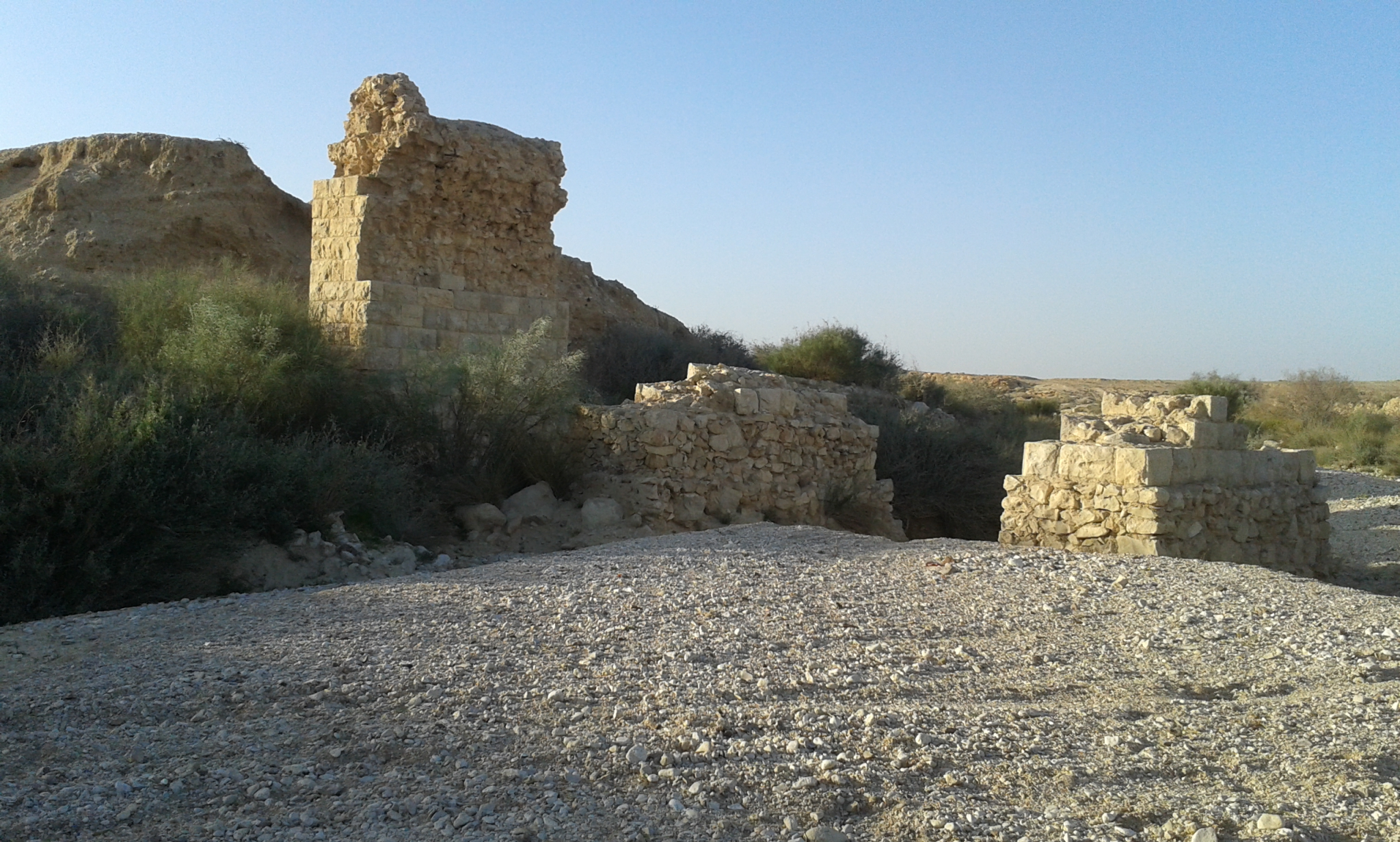
جسر سكة الحديد التركية فوق وادي الأبيض - الجانب الغربي (التُقِطت الصورة عام 2016)

جسر سكة الحديد التركية فوق وادي الأبيض هو جسر حجري بناه العثمانيون فوق وادي الأبيض خلال الحرب العالمية الأولى كجزء من البنية التحتية التي تم إنشاؤها للسكك الحديدية من وادي الصرار إلى القصيمة. نسف البريطانيون الجسر عام 1917 لمنع الأتراك من نقل القوات والمعدات إلى سيناء.

## تاريخ الجسر
بنى الأتراك الجسر في أيار/مايو 1916 كجزء من مشروع لبناء خط سكة حديدية من محطة قطار وادي الصرار إلى وسط سيناء، الذي بُنِيَ لدعم الجهد الحربي التركي لاحتلال قناة السويس. بدأ هذا المشروع في صيف عام 1915 واستمر حتى صيف عام 1916 عندما وصل المسار إلى محطة عوجة الحفير حيث كانت توجد قاعدة عسكرية كبيرة. وبانتهاء أعمال مدّ سكة الحديد بدأ الأتراك بنقل المُعدَّات والقُوَّات نحو سيناء. بعد هزيمة الأتراك في معركة رمانة، وتقدُّم البريطانيين نحو غزة، تخلَّى الأتراك عن خطة احتلال قناة السويس، وتحوَّلوا لتحصين خط غزة. ونتيجة لذلك توقَّف العمل في مدّ الخطّ السكة الحديدية باتجاه سيناء، لكن الخط استمر في خدمة القُوَّات التركية.
بعد فشل القوات البريطانية في احتلال غزة (معركة غزة الأولى، ومعركة غزة الثانية)، خشي البريطانيون من أن يحاول الأتراك تجديد الهجوم باتجاه قناة السويس، وذلك في 22 أيار/مايو 1917. خرجت قوة بريطانية كبيرة من منطقة تل الفارعة وفي اليوم التالي قامت بتخريب 21 كلم من السكة الحديدية، وفي 9 جسور بين بير عسلوج وعوجة الحفير، وكان من بين الجسور التي دُمِّرت جسر وادي الأبيض،  بعد هذه العملية لم يُعد الأتراك بناء الجسور المُدمَّرة، ولم تستأنف بعدها القطارات نشاطها في المقطع الممتد من بير عسلوج إلى الجنوب.

## مبنى الجسر ومحيطه

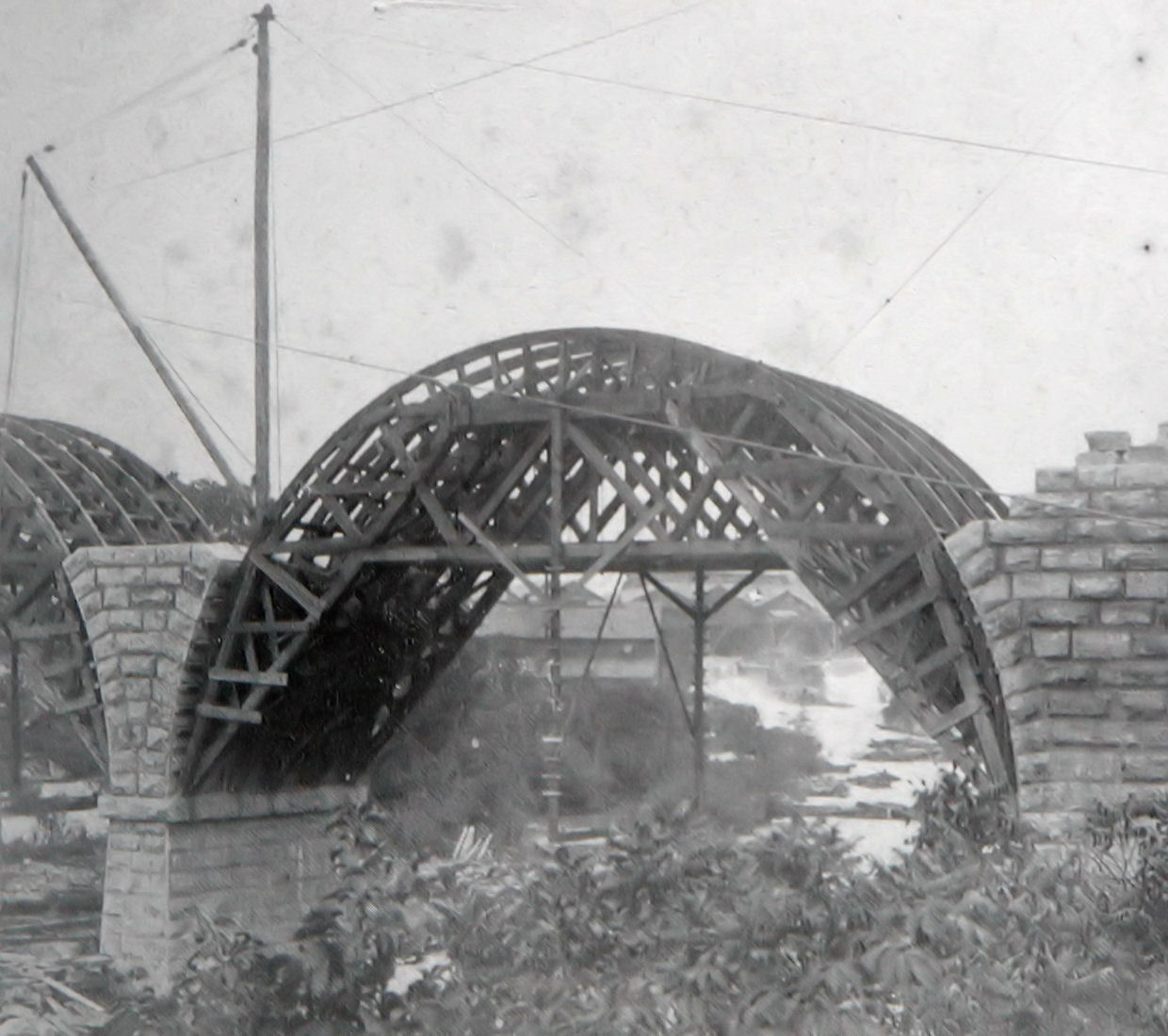
نموذج بناء جسر بأقواس فوق سقالات خشبيّة.

بلغ طول الجسر حوالي 87 مترًا. بُنِي من الشرق إلى الغرب فوق 11 قوسًا. حُفرت أساسات الجسر (الدعامات) في مجرى الوادي. بُنِيَت الأقواس باستخدام سقالات خشبية تُتيح وضع حجارة القوس، وفي قمتها حجر العقد (حجر التتويج). مُلئ الجسر بحجارة غير مهندمة من الحقل، وبُني بحجارة مُهندمة من الخارج.
اعتبارًا من عام 2016، بقيت 3 أقواس على الجانب الشرقي من الجسر، بالإضافة إلى عدد من قواعد الدعامات على الجانب الغربي. سُرِقَ جزء كبير من حجارة رصف الجسر، مما أدى إلى تعريض حشوة الجسر للعوامل الجوية، وعرَّض استقرار الأقواس المتبقية للخطر.
بالقرب من جسر السكة الحديدية يوجد جسر للمركبات بناه البريطانيون للطريق البريطاني القديم من بئر السبع إلى نيتسانا. هُجِرَ الطريق بعد افتتاح وتعبيد طريق 211. إلى الشرق من الجسر، أنشئت مستوطنة من مستوطنات ناحال عام 1956 تسمى "شيزاف" (وتُدعى أيضًا "شيلح" و "شدموت") وقد هُجِرَت عام 1967.
أعلن مجلس الحفاظ على المواقع التراثية في إسرائيل عن الجسر (بالإضافة إلى خط السكة الحديدية بأكمله) مواقع تراثية محميَّة حسب القانون، ولكن لم تُتّخذ أية خطوات للحفاظ عليها.